# Oberschulen „Jakob Philipp Fallmerayer“ Brixen
Die Oberschulen „Jakob Philipp Fallmerayer“ befindet sich in Brixen (Südtirol) in Italien. Sie umfassen ein Realgymnasium, ein Sprachengymnasium und eine Technologische Fachoberschule. Namensgeber der Schule ist der Orientalist und Publizist Jakob Philipp Fallmerayer, der aus Brixen stammte.

## Ausbildungsmöglichkeiten
Nach der italienischen Schulreform bietet das Fallmerayer seit dem Schuljahr 2011/12 folgende Ausbildungsmöglichkeiten an:
- Realgymnasium
- Realgymnasium mit Schwerpunkt Angewandte Naturwissenschaften (ohne Latein)
- Sprachengymnasium (Französisch oder Russisch; mit Latein)
- Technologische Fachoberschule, Fachrichtung Informatik und Telekommunikation

## Geschichte
Die Schule geht auf eine am 28. Oktober 1945 erfolgte Gründung durch den damaligen Vizeschulamtsleiter Josef Ferrari zurück. Er richtete ein wissenschaftliches Lyzeum (Realgymnasium) ein. Da sich am Anfang nur wenige Familien eine Schulausbildung leisten konnten, war die Schülerzahl in den Anfangsjahren noch niedrig. 1975 wurde das neu erbaute Schulgebäude eingeweiht. Es wurde vom Südtiroler Architekten Othmar Barth geplant. Von nun an stieg auch die Schülerzahl. 
Ein weiterer wichtiger Schritt in der Entwicklung der Schule erfolgte 1987: Unter Direktor Michael Thomaseth wurde eine neusprachliche Fachrichtung eingerichtet. Im Jahre 1992 wurde unter Direktor Peter Duregger das Technische Biennium eingeführt und ab 1998 entstand eine fünfjährige Gewerbeoberschule der Fachrichtung Informatik.    
2020 konnte die Schule das 75-jährige Bestehen feiern.    

## Bekannte Schüler
- Michl Ebner (* 1952), Unternehmer, Verleger, Autor und ehem. EU-Parlamentarier
- Christine Roilo (* 1959), Direktorin des Südtiroler Landesarchivs
- Sabina Kasslatter Mur (* 1963), ehemalige Politikerin
- Herbert Dorfmann (* 1969), Politiker, EU-Parlamentarier
- Sarah Bernardi (* 1975), Radiomoderatorin und Journalistin
- Peter Schorn (* 1978), Schauspieler
- Philipp Achammer (* 1985), Landesrat für deutsche Bildung und Kultur